# Multiple Master Fonts
Multiple Master Fonts sind eine Variation des Postscript-Type1-Formates. Sie tragen den Zusatz „MM“ im Fontnamen. Im Gegensatz zu den üblichen Einzelschnitten einer Schriftart (z. B. regular, kursiv, fett und fett kursiv) bieten Multiple Master Fonts die Möglichkeit, beliebige Variationen einer Schriftart durch den Anwender zu generieren. Welche Eigenschaften änderbar sind, ist von Schriftart zu Schriftart unterschiedlich – typisch sind zum Beispiel Strichstärke, Weite der Buchstaben und optische Größen. Einige Schriftarten können sogar Zwischenstufen aus Antiqua und Grotesk generieren. Der Anwender kann über Schieberegler die gewünschten Eigenschaften einstellen und daraus eine Schriftart-Instanz generieren, die sich dann wie eine reguläre Schriftart in den Anwendungsprogrammen einsetzen lässt.
Multiple Master Fonts konnten sich nie auf breiter Front durchsetzen und werden heute von Adobe selbst nicht mehr weiterentwickelt oder vertrieben, behalten jedoch eine gewisse Bedeutung als flexible Ersatzschrift im Adobe Reader. In Mac OS X werden Multiple Master Fonts zwar noch unterstützt, man kann aber keine beliebigen Instanzen mehr aus der Anwendung heraus generieren. 